# 3776を聴かない理由があるとすれば
『3776を聴かない理由があるとすれば』は、3776の1枚目のフルアルバム。

## 解説
- アルバム全体が富士山の標高である3776秒で構成されており、井出ちよのがナビゲーターとなって、1秒で1メートルずつ富士山を登頂していくコンセプトアルバムになっている。
- 石田彰は、アルバム全体を3776秒で構成するアイデアについて「ワンマンライヴをやったときに、MCの間もちょっとした曲をかけていて。ずっと音楽を鳴らしていたんですよ。そういうCDを作りたいなと思っていて。曲と曲の間を繋ぐストーリーがあって、ひとつにまとまっているような。前から3776秒で作ったら面白いだろうなとは思っていたから、そのアイディアと合わせたものを作ろうと。詰めていくと、3776秒って結構大変なんですよね。相当キッチリ計算して作らないといけない。そこまでやるのに3776秒をクローズアップしないのはもったいないと思って、登っていくというのを前面に出して、1秒で1メートル登っていくようにしようと」と述べている[1]。
- セルフカバーであるTEAM MIIの「湧玉池便り」は、中盤に空いた楽曲の穴を長い曲で埋めるためにテンポを遅くしてセルフカバー曲として収録された[注釈 1](もう一つの理由として「そういう実務的なこともありつつ、雰囲気的に、アンビエントっぽい時間が欲しいと思ったんです。それでこういうアレンジにしたらぴったりはまって」とも述べている)[1]。
- 2018年7月21日・22日には静岡県富士宮市の富士宮市民文化会館小ホールで、同年7月27日には東京都渋谷区のTSUTAYA O-nestで、本作の内容を3776自身が丸ごと再現した「3776を聴かない理由があるとすれば」再現ワンマン・ライブが開催された[2][3]。
- 富士宮でのライブはDVDとして発売されており、2018年12月29日にはその映像の一部を使用した「3776を聴かない理由があるとすれば」再現ワンマン・ライブ擬似再現ライブ《映画館編》も、シネマート新宿で開催された[4]。
- その後、東京でのライブはBD-R化され、2019年3月21日の3776ワンマンライブで発売開始された[5]。

## 評価
- キエるマキュウのillicit tsuboiは「マジで世紀を揺るがす大事件的アルバム。今一周聴いたけど鳥肌が止まらず。音、内容、歌、コンセプト、ジャケット全部完璧。個人的にはトライブ2nd、Perfume "Game" 以来の衝撃と言ってもいいかも知れない」と評している[6]。
- 音楽ライターの南波一海は、『南波一海のアイドル三十六房 年忘れ！2015 Rグランプリ』で2015年のベストアルバムに選出した。また共演者の嶺脇育夫もアイドルの2015年ベストアルバムとして、BiSHの『 Brand-new idol SHiT』、RYUTistの『RYUTist HOME LIVE』、『3776を聴かない理由があるとすれば』の3枚を上げている。
- Base Ball Bearの小出祐介は、2016年1月2日放送の『ヒャダインの"ガルポプ!"』冬休みスペシャルで「2015年のベストアルバムみたいな話にもなるじゃないですか。アイドルだけじゃなくロックとかポップスとか洋楽とかも踏まえて、世間ではアデルのアルバムとかをベスト一位にみんな上げてますけどこれ(『3776を聴かない理由があるとすれば』)でしょ。聞いている絶対数が少ないってだけで、俺はこれだと思うけどな。感動指数はこれが一番高かったですもん」と述べている。
- 『ミュージック・マガジン』2016年01月号の原田和典によるレビューで10点満点を獲得した。
- RHYMESTERの宇多丸はBUBKAでの自身の連載「マブ論」で2015年のベスト1として『3776を聴かない理由があるとすれば』を挙げている。

## 収録曲
- 全作詞・作曲：石田彰

1. [Introduction]
2. 登らない理由があるとすれば
3. [IntervalA]
4. 水でできている
5. [IntervalB]
6. 洞窟探検
7. 避難計画と防災グッズ
8. 日本全国どこでも富士山
9. [IntervalC]
10. 春がきた
11. 湧玉池便り
12. 生徒の本業
13. [IntervalD]
14. 旅ふぉとセレクション
15. [IntervalE]
16. 八合目にゃまだ早い
17. [IntervalF]
18. 春は巡る
19. 3.11
20. [Ending]